# بيتر قالبرايث
بيتر قالبرايث (بالإنجليزية: Peter W. Galbraith)‏ هو دبلوماسي وسياسي أمريكي، ولد في 31 ديسمبر 1950 في الولايات المتحدة. حزبياً، نشط في الحزب الديمقراطي. وقد انتخب سفير.